# Manuel Coelho Baptista de Lima
Manuel Coelho Baptista de Lima (Angra do Heroísmo, 22 de agosto de 1920 — Lisboa, 18 de junho de 1996) foi um intelectual e político português, que entre outras funções foi presidente de Câmara Municipal de Angra do Heroísmo e procurador à Câmara Corporativa, e que se distinguiu como historiador, como promotor da fundação do Museu Regional de Angra do Heroísmo e da Biblioteca Pública e Arquivo Regional de Angra do Heroísmo e como especialista em história militar, tendo reunido uma notável coleção de fardas, armamento e medalhas militares.

## Biografia
Depois de concluir o ensino secundário no Liceu Nacional de Angra do Heroísmo (1931-1938) e de ter frequentado durante alguns anos o curso de Letras da Universidade de Lisboa, licenciou-se em História na Universidade de Coimbra. Em Coimbra foi aluno de Damião Peres, que orientou a sua dissertação final de licenciatura, dedicada às viagens de descobrimento na Terra Nova e no noroeste do Atlântico nos finais do século XV.
Terminado o curso optou por uma especialização como bibliotecário-arquivista, sendo colocado na Biblioteca Pública e Arquivo Distrital de Évora. Pouco depois obteve transferência para a biblioteca da Assembleia Nacional, no Palácio de São Bento, onde viria a granjear importantes contactos com o sistema político, dos quais tiraria importante partido nas décadas seguintes.
Em 1948, quando a Junta Geral do Distrito Autónomo de Angra do Heroísmo decidiu reestruturar as instituições culturais sob tutela distrital, foi requisitado para dirigir as duas instituições culturais então criadas em Angra, o Arquivo Distrital de Angra do Heroísmo e o Museu Distrital.
Revelou-se um diretor eficiente e pleno de iniciativa, que fazendo jus às ligações com as figuras dominantes da política do Estado Novo que granjeara quando trabalhara na biblioteca da Assembleia Nacional, conseguiu transformar as duas instituições em estruturas de referência da vida cultural açoriana, com destaque para a biblioteca pública entretanto criada com a incorporação da biblioteca municipal de Angra do Heroísmo e para a grande coleção de etnografia local e de artefactos de temática militar. Também dirigiu o restauro do Palácio Bettencourt, onde aquelas instituições ficaram inicialmente instaladas e onde a Biblioteca Pública ainda funciona. Já na vigência do regime democrático, conseguiu em 1970 a concessão do estatuto de depósito legal à Biblioteca Pública angrense, o que aumentou extraordinariamente o seu acervo. No âmbito do Museu de Angra fundou as primeiras oficinas de restauro e conservação de bens culturais que funcionaram nos Açores, origem do Centro de Restauro de Obras de Arte dos Açores, sedeado em Angra do Heroísmo. Na década de 1980 também dirigiu a Biblioteca Pública de Ponta Delgada.
Em Angra do Heroísmo manteve uma importante atividade na política local, para além de ter dirigido a Biblioteca Pública e Arquivo entre 1948 e 1981 e o Museu desde a sua criação até 1985, ano em que se aposentou. Apoiante do Estado Novo, entre 1959 e 1964 foi presidente da Câmara Municipal de Angra do Heroísmo e entre 1961 e 1964 (VIII Legislatura) foi procurador à Câmara Corporativa em representação dos municípios açorianos. Foi durante a década de 1960 uma das figuras dominantes da vida política do antigo Distrito Autónomo de Angra do Heroísmo.
Foi sócio do Instituto Histórico da Ilha Terceira, a que presidiu entre 1976 e 1984, tendo durante a sua direção tido papel relevante no processo de inclusão da cidade de Angra do Heroísmo na lista de Património da Humanidade da UNESCO, o que foi conseguido a 7 de dezembro de 1983. Já aposentado, em 1988 foi nomeado presidente honorário do Instituto Histórico da Ilha Terceira.
Foi um entusiasta da história militar, exercendo importante influência na preservação de estruturas de génese castrenses, com destaque para os fortes de proteção costeira das ilhas e na classificação do Castelo de São João Baptista do Monte Brasil. Constituiu uma notável coleção de armas e fardamentos, hoje na coleção militar do Museu de Angra, considerada uma das mais importantes de temática militar portuguesa fora dos museus militares.
No âmbito da investigação histórica, publicou um conjunto de artigos de referência para a historiografia açoriana, com destaque para os artigos incluídos no Boletim do Instituto Histórico da Ilha Terceira. Os relatórios apresentados à Direcção do Património Cultural constituem uma importante fonte para a história do Arquivo, da Biblioteca e do Museu de Angra.
Manteve intenso relacionamento com instituições culturais nacionais e internacionais, participando em colóquios e seminários e em muitas reuniões de especialistas de museologia e de bibliotecários. Foi membro de diversas academias e sociedades científicas, com destaque para a Academia Portuguesa da História, a Academia Nacional de Belas-Artes de Lisboa, a Sociedade de Geografia de Lisboa, a International Association of Museum of Arms and Military History (IAMAN), a American Library Association, a Associação de Bibliotecários, Arquivistas e Documentalistas Portugueses e o International Council of Monuments and Sites (ICOMOS).
A 15 de junho de 1962, foi agraciado com o grau de Comendador da Ordem do Infante D. Henrique. A 7 de outubro de 1981, foi agraciado com o grau de Comendador da Ordem Militar de Sant'Iago da Espada.

## Obras publicadas
Entre muitas contribuições dispersas pela imprensa periódica, é autor das seguintes obras:
- 1945 — "Documentos relativos à conquista da ilha Terceira pelo marquês de Santa Cruz". Boletim do Instituto Histórico da Ilha Terceira, III: 59-168;
- 1947 — "Deux voyages portugais de découverte dans l’Atlantique Occidental". Bulletin des Études Portugaises;
- 1947 — "Alegrias de Portugal ou lágrimas dos castelhanos na feliz aclamação d’el rei D. João IV", do padre Leonardo de Sá Soto Mayor [leitura, prefácio e notas]. Lisboa, Sociedade Histórica da Independência de Portugal;
- 1948 — "Cartas de Filipe I e Filipe II ao bispo D. Pedro de Castilho". Boletim do Instituto Histórico da Ilha Terceira, VI: 199-226;
- 1949 — "A igreja de São Sebastião da ilha Terceira". Boletim do Instituto Histórico da Ilha Terceira, VII: 247-255;
- 1950 — "A ilha Terceira na história de Portugal". Boletim do Instituto Histórico da Ilha Terceira, VIII: 1-21;
- 1957 — "A Biblioteca Pública e Arquivo Distrital de Angra do Heroísmo". Angra do Heroísmo, Biblioteca Pública de Angra do Heroísmo;
- 1960 — "A ilha Terceira e a colonização do nordeste do continente americano no século XVI". Boletim do Instituto Histórico da Ilha Terceira, XVIII: 5-37;
- 1960 — Catálogo da Exposição Bibliográfica e Cartográfica Comemorativa do V Centenário da Morte do Infante D. Henrique. Angra do Heroísmo, Biblioteca Pública de Angra do Heroísmo;
- 1969/1970 — "Uma notável peça de artilharia portuguesa do século XVI". Boletim do Instituto Histórico da Ilha Terceira, XVI-XVII: 520-532;
- 1977 — "The military section of the Angra do Heroísmo Museum: diverse military and armory equipment". Boletim do Instituto Histórico da Ilha Terceira, XXXV: 219-232;
- 1982 — "Instituições culturais devidas à acção do Instituto Histórico da Ilha Terceira (Projecção do pensamento do Dr. Luís Ribeiro)", Boletim do Instituto Histórico da Ilha Terceira, XL: 7-93;
- 1982 — "As fortalezas das ilhas dos Açores. Sua urgente conservação e restauro". In Livro do Primeiro Congresso sobre monumentos militares portugueses. Lisboa, Património XXI: 115-123;
- 1989 — "A Fenix Angrence do Padre Manuel Luís Maldonado". In Manuel Luís Maldonado, Fenix Angrence. Angra do Heroísmo, Instituto Histórico da Ilha Terceira, I: 11-72.